# Reprezentacja Czech U-17 w piłce nożnej mężczyzn
Reprezentacja Czech U-17 w piłce nożnej – młodzieżowa reprezentacja Czech sterowana przez Czeskomorawski Związek Piłki Nożnej. 

## Występy w MŚ U-17
- 1995: Nie zakwalifikowała się
- 1997: Nie zakwalifikowała się
- 1999: Nie zakwalifikowała się
- 2001: Nie zakwalifikowała się
- 2003: Nie zakwalifikowała się
- 2005: Nie zakwalifikowała się
- 2007: Nie zakwalifikowała się
- 2009: Nie zakwalifikowała się
- 2011: Faza grupowa
- 2013: Nie zakwalifikowała się
- 2015: Nie zakwalifikowała się
- 2017: Nie zakwalifikowała się
- 2019: Nie zakwalifikowała się

## Występy w ME U-17
- 2002: Faza grupowa
- 2003: Nie zakwalifikowała się
- 2004: Nie zakwalifikowała się
- 2005: Nie zakwalifikowała się
- 2006: 2. miejsce
- 2007: Nie zakwalifikowała się
- 2008: Nie zakwalifikowała się
- 2009: Nie zakwalifikowała się
- 2010: Faza grupowa
- 2011: Faza grupowa
- 2012: Nie zakwalifikowała się
- 2013: Nie zakwalifikowała się
- 2014: Nie zakwalifikowała się
- 2015: Faza grupowa
- 2016: Nie zakwalifikowała się
- 2017: Nie zakwalifikowała się
- 2018: Nie zakwalifikowała się
- 2019: ćwierćfinał
- 2020: Anulowane z powodu pandemii COVID-19